# Komendant Ptič'ego ostrova
Komendant Ptič'ego ostrova (Комендант Птичьего острова) è un film del 1939 diretto da Vasilij Markelovič Pronin.